# Château de Billy-lès-Chanceaux
 (février 2024).
 (avril 2023).
- Si vous ne connaissez pas le sujet, laissez ce bandeau (vous pouvez alors contacter les auteurs).
- Si vous supprimez le contenu mis en cause (vous pouvez préalablement contacter les auteurs),

argumentez précisément cette suppression dans la page de discussion
(un manque de référence n'est pas un argument ; une recherche réelle de référence doit avoir été effectuée, être formellement documentée).
Le château de Billy-lès-Chanceaux est un château d'aspect massif construit au du XVIIIe siècle sur la commune de Billy-lès-Chanceaux dans le département français de la Côte-d'Or.

## Localisation
Le château, situé rue du Château, occupe l'extrémité nord du village.

## Historique
Dès 1391, le chevalier Bertrand de Chartres tient de Philippe II, duc de Bourgogne en fief à Billy "une sale et une masiere tout clos a murs …". Mais le château actuel n’est construit que vers 1628 par Germain Porcherot, seigneur de Billy, et reconstruit à la suite d'un incendie dans la deuxième moitié du XVIIIe siècle avec adjonction de la ferme et de la chapelle Notre-Dame de la Compassion datée de 1763. Le bâtiment est remanié ensuite au XIXe siècle.

## Architecture
Le château se compose de deux étages carrés et un étage de comble en moellon de calcaire enduit ; ferme en rez-de-chaussée et combles à surcroît à jours circulaires, en moellon de calcaire et pans de bois partiellement enduits. Les toits à longs pans sont couverts de tuiles plates. 
Le château qui a gardé ses communs avec un étonnant pigeonnier hexagonal, son étang et son parc est précédé d’un portail en fer forgé qui apporte de l'élégance à un bâtiment plutôt massif.

## Mobilier
Le château de Billy lès Chanceaux 21450 Billy-lès-Chanceaux est une propriété privée qui ne se visite pas.

## Annexe